# Barbara Hillary
Pour les articles homonymes, voir Hillary.
Barbara Hillary, née le 12 juin 1931 à San Juan Hill à New York et morte le 23 novembre 2019 à Far Rockaway dans la même ville, est une exploratrice américaine.

## Biographie
Barbara Hillary naît le 12 juin 1931 à San Juan Hill à New York.
Elle est la première femme noire connue à atteindre le pôle Nord, ce qu'elle fait à l'âge de 75 ans en 2007. Elle atteint le pôle Sud en janvier 2011 à 79 ans, devenant la première femme afro-américaine à y arriver et la première femme noire à atteindre ces deux pôles.
Barbara Hillary meurt le 23 novembre 2019 à Far Rockaway, à l'hôpital de New York d'un cancer du poumon et du sein à l'âge de 88 ans.

## Honneur
En 2020, elle est inscrite au National Women's Hall of Fame.
L'astéroïde (319090) Barbarahillary est nommé en son honneur.